# Lorien Legacies
De Loriënkronieken of Lorien Legacies is de naam van een sciencefiction-jeugdreeks, geschreven door de Amerikaanse schrijver Pittacus Lore, een pseudoniem van James Frey en Jobie Hughes, die samenwerken aan deze reeks. Het eerste boek van de serie, I Am Number Four, kwam uit in 2010. Het tweede boek, De kracht van Zes, volgde het jaar erna. Het is een reeks van zeven boeken geworden en hierna zijn er nog drie boeken in een aparte serie geschreven Lorien Legacies Reborn.  
De boeken worden in de Verenigde Staten gepubliceerd door HarperCollins en zijn dan ook oorspronkelijk in het Engels geschreven. Het derde boek, De opkomst van Negen, kwam in augustus 2012 in de Verenigde Staten uit en is inmiddels ook in het Nederlands verkrijgbaar. In de VS verscheen het boek De val van Vijf in augustus 2013, in België en Nederland kwam het uit in november 2013.
Boek vijf, De wraak van Zeven, (oorspronkelijke titel The  Revenge of Seven) verscheen in de VS op 26 augustus 2014 en is in Nederland verschenen in mei 2015. Deel zes, The Fate of Ten, verscheen in de VS op 1 september 2015 en is in Nederland op 10 mei 2016 verschenen onder de titel Het lot van Tien.
Het verhaal wordt verteld door Nummer Vier, Nummer Zes en Nummer Tien.
De reeks vertelt het verhaal over negen aliens, de zogeheten Garde. Ze zijn de laatst overgebleven overlevenden van de planeet Loriën en zijn naar de Aarde gevlucht om hun voortbestaan te redden. Ze zijn op de vlucht voor hun aartsvijanden, de Mogadoren. Deze maken jacht op de leden van de Garde om die (in volgorde) uit te moorden. 
In het begin van de reeks zijn reeds drie leden van de Garde vermoord. De reeks begint met het verhaal van John Smith, Nummer Vier. Zowel in de boeken als in de film hebben de aliens zogeheten Erfgaven (Legacies). Dit zijn speciale krachten die ze erfden van de Lorische Ouderlingen.
I Am Number Four is in 2011 verfilmd onder de gelijknamige titel.

## Delen in de serie
1. Ik ben Nummer Vier / I am Number Four (2011) (verfilmd)
2. De kracht van Zes / The Power of Six (2011)
3. De opkomst van Negen / The Rise of Nine (2012)
4. De val van Vijf / The Fall of Five (2014)
5. De wraak van Zeven / The Revenge of Seven (2015)
6. Het lot van Tien / The Fate of Ten (2016)
7. Ik ben Nummer Vier. Op leven en dood / I Am Number Four. United as One (2017) - het slot van de serie
8. De Erfgaven: De kleine kronieken van Loriën 1 / The Legacies: The Lost Files (2016) - bundel met 3 extra novellen bij de serie
9. De legenden: De kleine kronieken van Loriën 2 / The Lost Files: The Secret Histories (2016) - bundel met 3 extra novellen bij de serie

A.W. Bruna Uitgevers, de Nederlandse uitgeverij van Pittacus Lore, heeft als extraatje bij de serie ook enkele bundels losse novellen uitgegeven, onder de titels De Erfgaven (De kleine kronieken van Loriën 1) (april 2016) en De legenden (De kleine kronieken van Loriën 2) (september 2016). In de VS verschenen 15 losse novellen, onder de verzamelde titel The Lost Files.